# فرانسوا سرتین
فرانسوا مطمئن (انگلیسی: François Certain؛ زادهٔ ۱۶ دسامبر ۱۹۷۷) بازیکن فوتبال اهل فرانسه است.